# Själsjön
Själsjön är en sjö i Tierps kommun i Uppland och ingår i Tämnarån-Forsmarksåns kustområde. Sjön har en area på 0,0853 kvadratkilometer och ligger 9 meter över havet.

## Delavrinningsområde
Själsjön ingår i det delavrinningsområde (671674-161139) som SMHI kallar för Rinner mot Lövstabukten. Medelhöjden är 12 meter över havet och ytan är 56,49 kvadratkilometer. Det finns inga avrinningsområden uppströms utan avrinningsområdet är högsta punkten. Avrinningsområdets utflöde mynnar i havet, utan att ha någon enskild mynningsplats. Avrinningsområdet består mestadels av skog (85 procent). Avrinningsområdet har 0,26 kvadratkilometer vattenytor vilket ger det en sjöprocent på 0,5 procent. Bebyggelsen i området täcker en yta av 0,4 kvadratkilometer eller 1 procent av avrinningsområdet.